# Eustachy Zagórski
Eustachy Zagórski (ur. 20 września 1850 we Lwowie, zm. 29 stycznia 1912 w Kołodziejówce) – poseł do Sejmu Krajowego Galicji VI, VII i VIII kadencji (1889-1901), właściciel dóbr Kołodziejówka koło Skałatu.
Ukończył gimnazjum we Lwowie oraz Akademię Rolniczą w Prószkowie na Górnym Śląsku (wtedy Prusy/Niemcy).
Wybrany do Sejmu Krajowego z I kurii obwodu Tarnopol, z okręgu wyborczego Tarnopol. W 1907 w pierwszych demokratycznych wyborach wybrany do parlamentu wiedeńskiego z okręgu Skałat-Podwołoczyska-Grzymałów-Kopyczyńce-Husiatyń. Zrezygnował z mandatu posła do Rady Państwa XI kadencji z uwagi na stan zdrowia.